# Château de Latour d'Aragon
Le château de Latour d'Aragon ou la Tour d'Aragon, est un château situé à Lautrec, dans le Tarn (France).

## Historique

### Origine
Le château de Latour d'Aragon est construit avant le XVIIe siècle, mais à une date inconnue. Certaines parties pourraient remonter au XIIIe siècle.
On retrouve un certain Jean de Solomiac, cité comme seigneur d'Aragon vers le XVIe siècle. Ses descendants par alliance héritent du château. C'est ainsi que la famille de Capriol se retrouve en possession de l'édifice, et fonde la branche de Capriol-Aragon. 

### Les guerres de Religion
Lors des guerres de Religion, la famille de Capriol est catholique. Déjà en août 1575, des troupes huguenottes dirigées par le vicomte de Paulin s'emparent de la place. 
Le château passe ensuite aux mains de Jean de Solomiac, lui-aussi catholique. Il est bientôt occupé par le capitaine de La Grange, protestant, puisque le 1er novembre 1577, Mathilde Dupuy, la femme de Jean, lui réclame de partir.
De nouveau en septembre 1580, il est pris par le vicomte de Turenne, Henri de La Tour d'Auvergne, grand capitaine protestant. Ce dernier était gouverneur de Castres depuis le 21 janvier, et venait s'emparer de Lautrec avec ses troupes.

## Architecture
Le château de Latour d'Aragon est un corps de logis en U, s'organisant autour d'une petite cour au Nord avec un vieux puits. Il s'élève sur deux étages avec un toiture en tuiles, et possède deux tours coiffées d'ardoises, flanquant les angles intérieurs de la cour. La première est ronde et renferme un bel escalier à vis. La seconde est une massive tour carrée. Elles présentent toutes deux des fenêtres à meneaux unique.